# Distretto di Non Suwan
Il distretto di Non Suwan (in thailandese: โนนสุวรรณ) è un distretto (amphoe) della Thailandia, situato nella provincia di Buriram.